# 格拉西耶峰

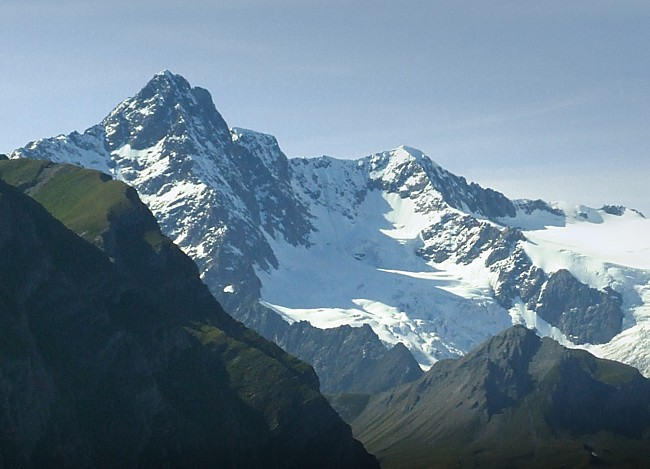

45°46′43″N 06°48′09″E / 45.77861°N 6.80250°E
格拉西耶峰（法語：Aiguille des Glaciers），是西歐的山峰，位於法國和意大利接壤的邊境，屬於格拉耶山的一部分，海拔高度3,816米，每年平均降雨量1,567毫米，人類在1878年8月2日首次登頂。